# Lou Loeber

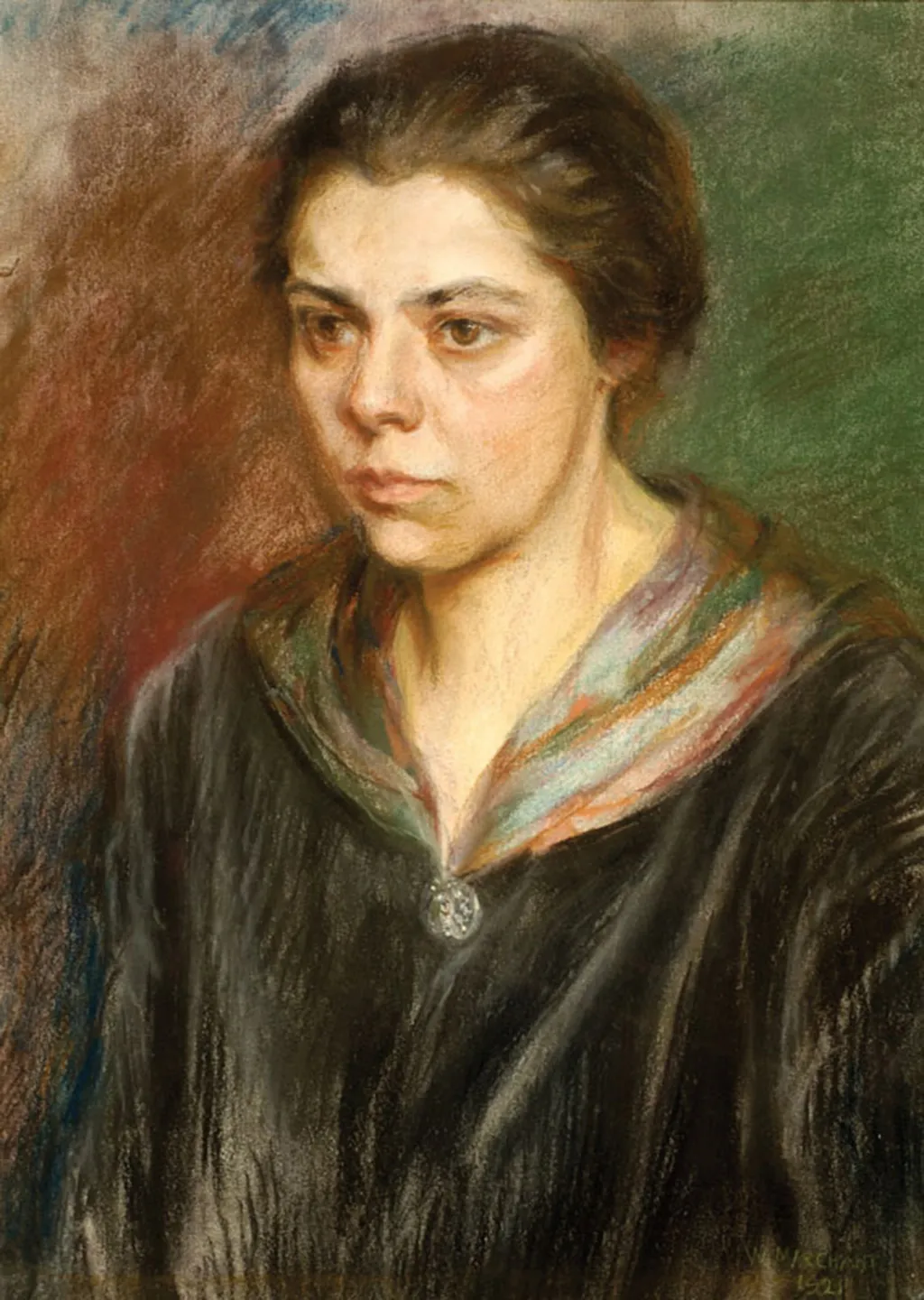
Portret door Mien Marchant

Louise Marie (Lou) Loeber (Amsterdam, 3 mei 1894 – Blaricum, 2 februari 1983) was een Nederlands schilder, tekenaar, illustrator, etser en glasschilder. Ze werkte abstract-figuratief en non-figuratief en werkte ook met linotechniek. Naamvarianten zijn: Lou Koning-Loeber, Lou Koning, Louise Loeber, Loe Loeber.

## Biografie
Als dochter van Charlotte Landré (1869-1936) en Carl Gerhard Loeber (1865-1950), een rijke fabrikant, groeide Louise Marie Loeber op in een welgesteld milieu. Haar jeugd bracht ze door in de door haar vader gebouwde riante Villa Zonnenhoef op de grens van Laren en Blaricum.
Haar sociaal bewogen en kunstminnende ouders lieten Lou schilderlessen volgen bij Co Breman (1865-1938) en August Legras (1864-1915) op wiens aanraden haar vader een atelier in de tuin bouwde. Op de Academie raakte Loeber goed bevriend met Elly Tamminga, en daarbuiten met de schrijfster Carry van Bruggen.
Tussen 1915 en 1918 bezocht Loeber de Rijksacademie in Amsterdam, waar ze leerling was van professor Carel Dake. Ze startte haar opleiding samen met Albertine Christophine Denninghoff-Stelling, Adriana van Houweninge, Geesbartha Caroline Schneider, Frederika Springer en Ella Henriëtte Tamminga.
Van 1919 tot 1920 kreeg ze les van de Larense schilderes Hans van Santen (1882-1967). Via Elly Tamminga maakte zij kennis met schilder en schrijver Toon Verhoef (1893-1979) die haar in contact zou brengen met het kubisme en De Stijl en haar de weg wees van naturalisme naar de abstracte vormgeving van het modernisme, waarop ze een voorkeur ontwikkelde voor Albert Gleizes, Le Corbusier en De Stijl. In de periode 1920-1921 werd haar werk aanmerkelijk strakker van vorm en soberder van kleur.
Ze bestudeerde de werken van Mondriaan bij verzamelaar Sal Slijper (1884-1971) (zijn collectie is tegenwoordig ondergebracht in het Gemeentemuseum Den Haag). Met name De Rode Molen (1911) en het drieluik Evolutie (1910-11) spraken tot haar verbeelding.
Onder invloed van Verhoef zocht ze naar een samengaan tussen moderne kunst en socialisme. Het is haar ideaal dat haar werk voor een groot publiek bereikbaar en betaalbaar is en ze besluit haar schilderijen te vermenigvuldigen om de prijs laag te houden.
In 1927 reisde ze naar het Bauhaus in Dessau en naar Berlijn. In datzelfde jaar werd de ‘Socialistische Kunstenaarskring’ (SKK) opgericht, ze werd lid en bleef dat tot 1929, ook was ze lid van de Vereniging van Beeldende Kunstenaars Laren-Blaricum.
Haar voorkeur ging uit naar industriële en technologische onderwerpen en ze verkoos de werkelijkheid te stileren met behulp van diagonale, horizontale en verticale lijnen. Volledig abstracte kunst vond ze elitair, ze koos een sterk geabstraheerde werkelijkheid tot uitgangspunt. Hierin vertoonde ze overeenkomsten met haar Blaricumse buurman Bart van der Leck.
In 1931 huwde ze de socialistische kunstenaar - tevens astroloog - Dirk Koning (1888-1978). Vanaf 10 maart 1927 tot 1978 woonde ze met haar man weer in haar ouderlijk huis, de Villa Zonnenhoef te Blaricum op de Eemnesserweg 36a.
Tot 1940 blijft haar werk gebaseerd op herkenbare voorstellingen, dit in overeenstemming met haar socialistische opvattingen. In de vereenvoudiging van haar vormen schuift ze ten slotte zo ver op dat haar latere schilderijen bijna geheel abstract zijn.
Werken van Lou Loeber zijn onder andere te vinden in het Singer Museum in Laren, het Rijksmuseum Twenthe, het Dordrechts Museum, Stedelijk Museum Schiedam en bij de Rijksdienst voor het Cultureel Erfgoed. 